# Billet de 10 francs suisses Le Corbusier
Recto
Verso
Le billet de 10 francs suisses de type « Le Corbusier » est un billet de banque suisse mis en circulation le 8 avril 1997. C'est la coupure de plus faible valeur de la 8e série de billets de banque suisses.
Ce billet est de couleur dominante jaune.
Son format est de 126 × 74 mm.
Le graphiste de cette série est Jörg Zintzmeyer.
Le motif principal figurant au recto est un portrait de Charles-Édouard Jeanneret-Gris, plus connu sous le nom de Le Corbusier, ainsi que ce même personnage en train de dessiner.

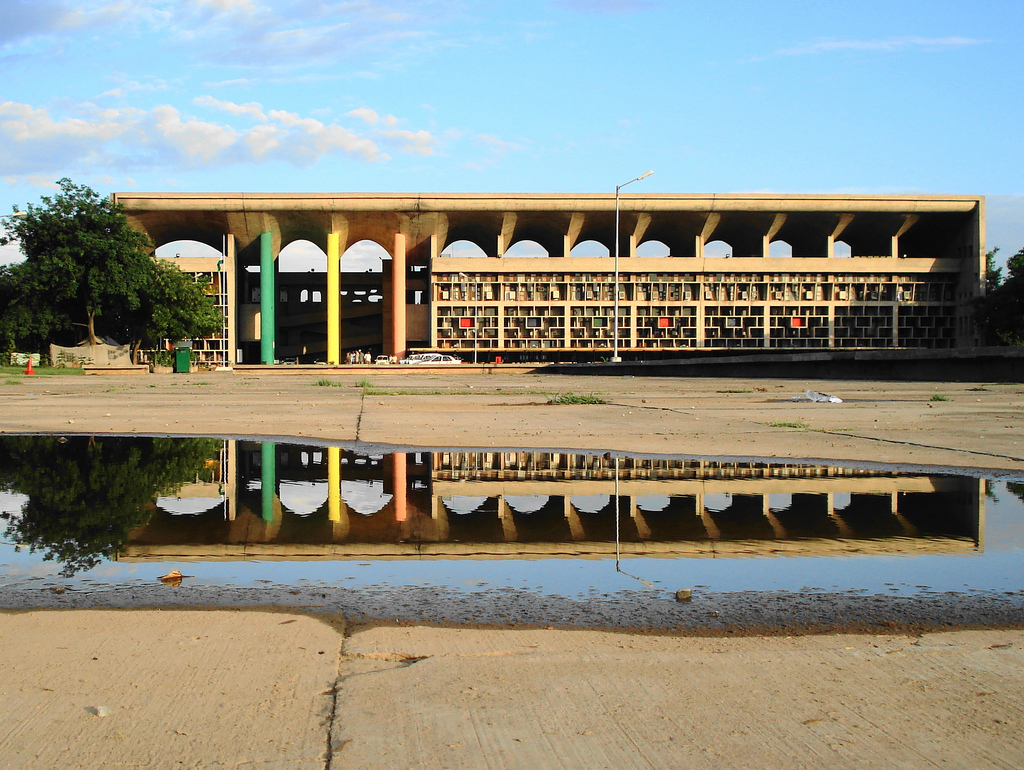
Palais de justice de Chandigarh.

Au verso on peut apercevoir quatre éléments principaux : le plan du secrétariat de Chandigarh, une image de la façade de ce dernier, la représentation du palais de justice de Chandigarh ainsi que le modulor,.